# Соколов, Владимир Арсеньевич
Владимир Арсеньевич Соколов (1887 - 1953) — советский военно-морской деятель, инженерный работник, начальник кафедры теплотехники Военно-морского инженерного училища им. Ф. Э. Дзержинского, доцент (1938), инженер-контр-адмирал (1944).

## Биография
Происходил из семьи служащих, на флоте с 1907, в РККФ с 1918, в ВКП(б) с 1944. Окончил Комиссаровское техническое училище, механическое отделение Морского инженерного училища (1910) и машиностроительный факультет Военно-морской академии.
Участник Гражданской войны: на Волжской военной флотилии против барона Врангеля (1919) и в минной обороне Чёрного и Азовского морей (1920). С 1922 до осени 1923 состоял флагманским инженер-механиком морских сил Чёрного и Азовского морей. Затем по собственному ходатайству был откомандирован в Военно-морскую академию имени К. Е. Ворошилова. В 1939 году — начальник кафедры паровых турбин Военно-морского инженерного училища им. Ф. Э. Дзержинского. В годы Великой Отечественной войны был начальником кафедры теплотехники этого учебного заведения.
Похоронен на Серафимовском кладбище.

### Звания
- Подпоручик (1910);
- Инженер-механик-лейтенант (6 декабря 1914);
- Инженер-флагман 3-го ранга (3 апреля 1938);[2][3]
- Инженер-флагман 2-го ранга (3 ноября 1939);[4]
- Инженер-контр-адмирал (4 июня 1940);[5][6]

### Награды
- Орден Святой Анны 4-й[7] и 3-й степеней (1916, 1915);
- Орден Святого Станислава 3-й степени (1915);
- Орден Ленина (1939, 1945);
- Орден Красного Знамени (1944, 1947);
- Юбилейная медаль «XX лет Рабоче-Крестьянской Красной Армии» (1938);
- Медаль «За победу над Германией в Великой Отечественной войне 1941—1945 гг.» (1945).

## Публикации
- Теория паровой турбины (1931);
- Графический метод перераспределения перепада тепла по реактивным ступеням давления (1935);
- Основы теории и тепловых расчётов морских паровых турбин (1939).